# Lustspielkino

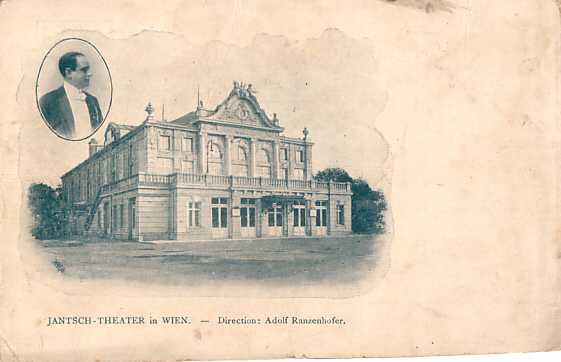
Das neu errichtete Jantsch-Theater auf einer Aufnahme um 1900.

Das Lustspielkino war ein 1927 gegründetes Kino im Vergnügungsteil des Wiener Praters, dem Wurstelprater. Zuvor wurde es ab 1845 unter verschiedenen Namen als Theater und Volksbühne geführt, unter anderem als Fürst-Theater, das in den 1870er-Jahren eine der beliebtesten Volksbühnen Wiens war.

## Zeit als Theater und Volksbühne
An der Stelle des Kinos befand sich ab 1845 zuerst das Schreyersche Affentheater. 1862 übernahm der Volkssänger Johann Fürst den Standort und errichtete das Fürst-Theater, welches in den 1870er-Jahren zu den beliebtesten Volksbühnen Wiens zählte und in dem ein kleinbürgerliches Gegen-Genre zur großen Wiener Operette beheimatet war. Beliebte Volkssänger wie Josef Matras traten dort auf.
An Stelle der einfachen Singspielhalle errichtet Johann Fürst später ein dezent verziertes, elegantes Theater. 1892 wurde das Theater von Heinrich Jantsch übernommen und nach Wiener Gepflogenheit in Jantsch-Theater umbenannt. Jantsch ließ das Gebäude um 1905 im neobarocken Stil umbauen, um ihm eine noch prunkvollere Erscheinung zu verleihen – obwohl das Theater nach wie vor die Unter- bis Mittelschicht als Publikum bediente. Zugleich nannte er das Theater in Lustspieltheater um. Ihm folgte noch im selben Jahr Josef Jarno als Besitzer und Betreiber nach.

## Zeit als Kino
1927 wurde das Gebäude zu einem Kino umgebaut und in Lustspielkino umbenannt. Es fasste anfangs 566 Besucher. Auf einem Plan aus dem Jahre 1932 sind jedoch bereits Sitzplätze für 1062 Besucher eingezeichnet, womit es eines der größten Kinos der Stadt war.
Ende 1929 zählte es neben Flotten-, Burg-, Apollo- und Ufa-Tonkino zu den ersten Kinos in Wien, die ihre Anlagen auf den Tonfilm umgestellt hatten. 1938 wurde das Kino in „Film-Palast“ umbenannt. Während des NS-Regimes leitete ein Herr Doblhofer den Filmpalast. Er wurde 1941 bei der Gestapo angezeigt und wahrscheinlich deportiert.
1981 brannte das Kino, das noch Tegethoff Kino und zuletzt Filmpalast hieß, völlig ab und wurde nicht wieder aufgebaut. Es war das letzte noch existierende Praterkino. Alle anderen waren bei den alliierten Luftangriffen auf Wien 1945 zerstört worden.